# Cosmotron
A Cosmotron protonok gyorsítására használt szinkrotron volt a Brookhaveni Nemzeti Laboratóriumban, amely 1952 és 1966 között működött. 3,3 GeV energiájú protonokat szolgáltatott.

## Története
Az Egyesült Államok Atomenergia Bizottsága 1948 áprilisában fogadta el egy építendő protonszinkrotron tervét, amellyel protonokat olyan addig nem hallott energiára lehet gyorsítani, amelyek a kozmikus sugárzásban fordulnak elő. Nevét is innen kapta. A Cosmotron volt a világ első gyorsítója, amelynek energiája meghaladta a GeV-es határt. 1952-ben kezdett működni, és a tervezett 3,3 GeV-es energiát 1953-ban érte el. A Cosmotron volt a világ első olyan gyorsítója is, amelynek részecskenyalábját a gyorsítón kívülre vezették.
A Cosmotron alapvető szerepet játszott a K-mezonok rendszerezésében, és a ritkaság felfedezésében.
A Cosmotron 1966-ig működött, majd 1969-ben szétszerelték. Működésével megalapozta a következő nagy gyorsító, az Váltakozó gradiensű szinkrotron (AGS) megépítését.